# Lubuski Szlak Wina i Miodu
Lubuski Szlak Wina i Miodu – szlak turystyczny łączący obiekty związane z produkcją wina i miodu położone na terenie województw: lubuskiego, dolnośląskiego (Jakubów), wielkopolskiego (Grodzisk Wielkopolski), zachodniopomorskiego (Dargomyśl) oraz w Niemczech (Schenkendöbern w Brandenburgii). Inicjatorem jego powstania oraz zarządcą jest Zielonogórskie Stowarzyszenie Winiarskie z siedzibą w Zielonej Górze.

## Utworzenie
Szlak powstał w marcu 2007 roku. Jego premiera, jako produktu turystycznego, miała miejsce na VII Targach Turystycznych "Zatur" w Drzonkowie (obecnie w granicach administracyjnych Zielonej Góry), na których to uzyskał wyróżnienie. Szlak został również uhonorowany Perłą Turystyki, przyznawaną przez Lubuską Regionalną Organizację Turystyczną "Lotur" (2008) oraz wyróżnieniem w konkursie Polskiej Organizacji Turystycznej na najlepszy produkt turystyczny (2011).

## Przebieg szlaku
Początkowo szlak biegł od Nowej Soli przez Zieloną Górę, Świebodzin, Międzyrzecz do Mierzęcina, a na jego trasie znajdowało się 14 obiektów. Na koniec grudnia 2014 roku na jego trasie znajdowało się już 61 obiektów, w tym:
- winnice w Zaborze, Mozowie, Koźli, Sławicy, Mierzęcinie, Byczu, Łazie, Jakubowie, Zielonej Górze, Starej Wsi, Grodzisku Wielkopolskim, Buchałowie, Sterkowie, Proczkach, Nowym Miasteczku, Wiechlicach, Przełazach-Laskach, Niedoradzu, Borowie Wielkim, Górzykowie, Gościkowie, Żarach, Gostchorzu oraz niemieckim Schenkendöbern,
- pasieki i gospodarstwa pszczelarskie w Jeziorach, Dargomyślu, Sulęcinie, Gralewie, Zabłociu, Dąbiu oraz Jodłowie,
- gospodarstwa agroturystyczne w Łasiczynie, Dobroszowie Wielkim i Lubiechni Wielkiej,
- placówki muzealne:
  - Gminny Skansen Maszyn i Urządzeń Rolniczych w Podmoklu Małym,
  - Skansen etnograficzny w Ochli,
  - Zamek w Krośnie Odrzańskim,
  - Muzeum Puszczy Drawskiej i Noteckiej im. Franciszka Grasia w Drezdenku,
  - Muzeum Wina w Zielonej Górze,
  - Skansen Pszczelarski w Pszczewie,
  - Zagroda Młyńska w Bogdańcu,
- obiekty hotelowe w Kalsku i Zielonej Górze,
- sklep winiarski w Zielonej Górze,
- placówki gastronomiczne w Zielonej Górze i Sulechowie.